# Sallai Nóra
Sallai Nóra (Budapest, 1980. szeptember 20. –) magyar színésznő, szinkronszínésznő.

## Életpálya
Ráckevén nőtt fel. Eredetileg sportolónak, majd építészmérnöknek készült, de emellett a gimnáziumi évek alatt a költészet szerelmese, szavaló és prózamondó versenyek gyakori résztvevője volt, illetve konferált kórustalálkozókon is. Közben szinkronszínészetet is tanult. Az érettségi után a Magyar Színház (régen Nemzeti Színiakadémia) sajátította el a színészmesterséget (1999–2002).
2002-től a debreceni Csokonai Nemzeti Színházban helyezkedett el, ahol négy év alatt 20 különféle darabban lépett közönség elé, olyan híres lányszerepeket is magára öltve, mint Júlia, Édes Anna vagy Ánya.
2006-ban távozott Debrecenből, majd több színházban is feltűnt, például játszott a Millenniumban, és főszerepelt a Karinthy Színházban. 2007 szeptemberétől két évadon át a Szegedi Nemzeti Színház művésze.
2009-ben felmondott Szegeden és visszatért Budapestre, aktívan szinkronizálni kezdett. A színjátszást szabadúszóként folytatta a Karinthy Színház, valamint 2010-től a Thália Színház és az Új Színház színpadán. 2011-ben a Mikroszkóp Színpadon is szerepelt.
2011–2012 között a Help! című kétszereplős, angol nyelvű ifjúsági darabbal itthon, és több európai nagyvárosban is fellépett. A kétféle rendezésben bemutatott előadás a Kolibri Színház, és az észtországi VAT Teater koprodukciója.
Televízióban először 2009-ben, mint bosszúálló feleség ismerhettük meg Vatera Vera személyében, aki a Vatera.hu weboldal reklámkampányának központi karaktere volt.
Komolyabb forgatási tapasztalatot 2010-ben szerzett, amikor a Duna Televízió saját gyártású sorozata, a Diplomatavadász főszerepét alakította. Szintén 2010-ben tűnt fel az Unicredit Bank reklámarcai közt, majd állandó szereplője a 2011–2012-es reklámfilmeknek.
2011 nyarától 2018-ig volt látható a TV2 Jóban Rosszban című sorozatában, Mónika nővér szerepében.
A 2016. szeptember 26-án indult TV2 Kids (korábban Kiwi TV) csatorna hangja.

## Magánélete

### Közúti balesete
2024. szeptember 27-én Alsónémedi belterületén súlyos autóbalesetet szenvedett egyetlen gyermekével együtt. Gyermeke később elhunyt a kórházban. A színész szakma véradást szervezett felgyógyulásáért, Szente Vajk és Csonka András felhívására. Vándor Éva színésznő így nyilatkozott: "Ha nem ismerném személyesen, akkor is megérintene ez a borzalmas baleset, egy édesanya és gyermeke szívszorító drámája. De ismerem Nórát, egy színházban játszottunk és a Jóban Rosszban sorozatban is sokat forgattunk együtt. Ő egy tündér, egy végtelenül kedves ember, tisztelettudó, mindenkivel nagyon bájos, érdeklődő, sose felejtette el megkérdezni, hogy vagyok."
Sallai Nóra szürke Opel Meriva típusú gépkocsijával Alsónémedi területén a Hunyad utcáról balra nagy ívben kívánt kanyarodni a Dunaharaszti felé vezető Haraszti útra szeptember 27-én este fél kilenckor. Az elsőbbségadásra vonatkozó táblát figyelembe véve lassan hajtott be a kereszteződésbe, mert a szabad kilátást különböző tárgyak gátolták (jelzőtáblák, oszlopok). A szabad kilátást a jobboldali irányból is korlátozza az út kanyarulata. Az alkonyat utáni közvilágítás kielégítőnek mondható. 
Dunaharaszti irányából az 5201 számú útról belterületre jutva egy BMW gyártmányú gépkocsi érkezett. Utasainak neve nem nyilvános. A gépkocsi tulajdonosa a 18 éves D.K.A. a jobboldali ülésen ült, a gépkocsit a 21 éves M.B.R vezette. A szemtanúk szerint a BMW vezetője  a lakott területre és a külterülete vonatkozó sebességkorlátozást egyaránt figyelmen kívül hagyta. A szemtanúk beszámolója szerint kb. 120 km/h sebességről kb. 75-e sikerült lelassítania. Amint az akadályt észlelte, azonnal fékezni kezdett. Döntési helyzetbe került; az akadályt – a szürke Opelt – jobbról és balról is megkísérelhette volna elkerülni. Végül balra rántotta a kormányt, ezzel áttért a menetirány szerinti bal oldalra, és onnan kísérelte meg az ütközést elkerülni. A két jármű sebessége ezt nem tette lehetővé. A BMW az Opelt elől bal oldalán találta el. Az ütközés erejétől a kiskocsi a feje tetejére fordult. A művésznőt és gyermekét a szemtanúk szabadították ki a felborult autóból. Sallai Nóra súlyos koponya és mellkasi sérüléseket szenvedett. Gyermekének sérüléseiről nincs nyilvános információ. A gyermek a kórházba szállítás után meghalt. A BMW utasai közül D.K.A nyílt combcsonttörést szenvedett, őt az első kórházi ellátás után hazaengedték. A vezető M.B.R. agyrázkódásának ellátása után szintén otthonában gyógyul.

## Színházi szerepei
| Bemutató | Műcím                   | Szerep                     | Szerző                     | Színház                                                       | Stílus       |
| -------- | ----------------------- | -------------------------- | -------------------------- | ------------------------------------------------------------- | ------------ |
| 2002     | Mici néni két élete     | Kati                       | Hámos - Vajda              | Csokonai Színház                                              | zenés        |
| 2002     | Csókos asszony          | Pünkösdy Katóka            | Szilágyi - Zerkovitz Béla  | Csokonai Színház                                              | zenés        |
| 2002     | Peter Pan               | Fürtös                     | J.M.Barrie - Styne - Leigh | Csokonai Színház                                              | zenés        |
| 2003     | Rómeó és Júlia          | Júlia                      | William Shakespeare        | Csokonai Színház                                              | prózai       |
| 2003     | Kean, a színész         | Anna Damby / Gitsa / Fanny | Dumas - Sartre             | Csokonai Színház                                              | prózai       |
| 2003     | Cseresznyéskert         | Ánya                       | Anton Csehov               | Csokonai Színház                                              | prózai       |
| 2003     | Mesék az operettről     |                            | Kállai - Nemlaha           | Csokonai Színház                                              | zenés        |
| 2003     | Énekes madár            | Gondos Magdolna            | Tamási Áron                | Csokonai Színház                                              | prózai       |
| 2003     | A patikus               | Rosaura                    | Carlo Goldoni              | Csokonai Színház                                              | prózai       |
| 2004     | Mekk Mester cégérei     | Paci Manci                 | Romhányi - Balatoni        | Csokonai Színház                                              | gyermek      |
| 2004     | Phaedra                 | Aricia                     | Jean Racine                | Csokonai Színház                                              | prózai       |
| 2004     | Hello, Dolly!           | Minnie                     | Michael Stewart            | Csokonai Színház                                              | zenés        |
| 2004     | Equus                   | Jill Mason                 | Peter Shaffer              | Csokonai Színház                                              | prózai       |
| 2005     | Anconai szerelmesek     | Viktória, magyar leány     | Vajda Katalin              | Magyar Színház                                                | zenés        |
| 2005     | Patika                  | Kati                       | Szép Ernő                  | Csokonai Színház                                              | prózai       |
| 2005     | Bernarda Alba háza      | Adela                      | Federico García Lorca      | Csokonai Színház                                              | prózai       |
| 2005     | Túl az egészen          | Lány                       | Németh Gábor               | Csokonai Színház                                              | prózai       |
| 2005     | Ariel, a buta szellem   | Jövőke                     | Filó Vera                  | Csokonai Színház                                              | prózai       |
| 2006     | De Sade pennája         | Madeleine Leclerc          | Doug Wright                | Csokonai Színház                                              | prózai       |
| 2006     | Szerelem                | Böske                      | Barta Lajos                | Csokonai Színház                                              | prózai       |
| 2006     | Édes Anna               | Édes Anna                  | Kosztolányi - Thuróczy     | Csokonai Színház                                              | prózai       |
| 2006     | Carletto                | Angelica                   | Thuróczy Katalin           | Egervári Várszínház                                           | prózai       |
| 2006     | Börtönérettségi         |                            |                            | Millenáris                                                    | prózai       |
| 2007     | Leánykereskedő          | Teca, házmesterlány        | Karinthy Ferenc            | Karinthy Színház                                              | prózai       |
| 2007     | Női kézimunka           | A liba                     | Jean-Claude Danaud         | Thália Színház                                                | prózai       |
| 2008     | Pillantás a hídról      | Catherine                  | Arthur Miller              | Szegedi Nemzeti Színház                                       | prózai       |
| 2008     | Fekete Péter            | Michonné                   | Zágon - Somogyi            | Szegedi Nemzeti Színház                                       | zenés        |
| 2008     | Kakasülő                |                            | (válogatott írók művei)    | Millenáris                                                    | kabaré       |
| 2008     | Mandragóra              | Lukrécia                   | Niccolò Machiavelli        | Szegedi Nemzeti Színház                                       | prózai       |
| 2009     | Királyasszony lovagja   | Casilda                    | Victor Hugo                | Szegedi Nemzeti Színház                                       | prózai       |
| 2009     | A tévedések komédiája   | Kurtizán                   | William Shakespeare        | Szegedi Nemzeti Színház                                       | prózai       |
| 2009     | Razglednica - képeslap  |                            | (Radnóti emléknap)         | Szegedi Nemzeti Színház                                       | irodalmi est |
| 2009     | Tudós nők               | Henriette                  | Molière                    | Karinthy Színház                                              | prózai       |
| 2009     | Büszkeség és balítélet  | Lydia                      | Austen - Deres             | Karinthy Színház                                              | prózai       |
| 2010     | Romantikus komédia      | Kate                       | Bernard Slade              | Thália Színház                                                | prózai       |
| 2010     | Bethlen                 | Brandenburgi Katalin       | Móricz - Závada            | Új Színház                                                    | prózai       |
| 2011     | Help! (angol nyelven)   | Magyar lány                | Horváth - Toikka           | Kolibri Színház (Budapest) / VAT Teater (Tallinn, Észtország) | ifjúsági     |
| 2011     | Hajnalban, délben, este | Anna                       | Dario Niccodemi            | Mikroszkóp Színpad                                            | prózai       |
| 2012     | Egyenlőség              | Agatha                     | J.M. Barrie                | Karinthy Színház                                              | prózai       |

## Filmográfia

### Színészként

#### Sorozat
- Duna Televízió / Diplomatavadász (2010) – Rebeka
- HBO / Társas játék (2011) – Bori, Paul lánya (1. évad/8. rész)
- TV2 / Jóban Rosszban (2011–2018) – Mónika nővér

#### Reklám
- Vatera.hu reklámkampány (2009)
- Weltauto reklámfilm (2010)
- Unicredit Bank reklámfilm sorozat (2010–2012)

### Szinkronszínészként

#### Film
- 1 és 1/2 lovag - Az elbűvölő Herzelinde hercegnő nyomában: Magd – (Anna Maria Mühe)
- A bajnok: Iskolai tanárnő – (Laura Linney) (második hang)
- A buborék: Kate – (Daisy Ridley)
- A ferde ház: Brenda Leonides – (Christina Hendricks)
- A fehér lovag: Estefanía – (Ingrid Rubio)
- A Jane Austen könyvklub: Prudie Drummond – (Emily Blunt)
- Arthur király – A kard legendája: Elsa – (Katie McGrath)
- A Karib-tenger kalózai 4. - Ismeretlen vizeken: Syrena – (Àstrid Bergès-Frisbey)
- A két Lotti:
- A harcos útja: Lynne – (Kate Bosworth)
- A kiválasztottak: Mikal
- Amszterdami mozaik: Feleség
- A megálló: Katie – (Ahna O’Reilly)
- A megvetés: Camille Javal – (Brigitte Bardot) (magyar hang, 3. szinkron, MTVA, 2020)
- A mestergyilkos: Sarah – (Mini Anden)
- Anyák napja: Inez – (Adreana Gonzalez)
- A nagy csapat: Suzanne Dorn – (Stacy Carroll)
- A Thunderman család: Barbara "Barb" Thunderman – (Rosa Blasi)
- A Thunderman család visszatér: Barb Thunderman – (Rosa Blasi)
- A testőr: Allegra – (Kisha Sierra)
- A trombitás hattyú: Apathy – (Dana Daurey) (második magyar szinkron, Digi Film, 2014)
- A lápkirály lánya: Helena – (Daisy Ridley)
- A verda horda – Adj el, vagy hullj el!: Heather – (Noureen DeWulf)
- Apa ég!: Jamie – (Leighton Meester)
- Alice Csodaországban: Fiona Chattaway – (Eleanor Tomlinson)
- Alvin és a mókusok: Bentlakó nő – (Kira Verrastro)
- Az utolsó boszorkányvadász: Boszorkánykirálynő – (Julie Engelbrecht)
- Álcák csapdája: Amber – (Stana Katić)
- Batman: Bella Reál – (Jayme Lawson)
- Boszorkányváros:
- Börni, az eszelős temetős: Molly – (Merrilee McCommas)
- Coco: Mama – (Sofía Espinosa)
- Csingiling 2. - Csingiling és az elveszett kincs: Viola – (Grey DeLisle)
- Csingiling és a Soharém legendája: Nüx (Nyx) – (Rosario Dawson)
- Dakota: Kate Sanders – (Abbie Cornish)
- Derült égből szerelem: Jessica – (Sasha Alexander)
- Demóna: Csivitér – (Juno Temple)
- Demóna: A sötétség úrnője: Csivitér – (Juno Temple)
- Diploma után: Jessica Bard – (Catherine Reitman)
- District 9: Tania Van De Merwe – (Vanessa Haywood)
- Droghadsereg: Sally – (Shyra Thomas)
- Egyenesen át: Marlo – (Nina Dobrev)
- Elit játszma: Winston – (Natalie Krill)
- Elvis és Nixon: Charlotte – (Sky Ferreira)
- Égenjárók: Tori Chadwick – (Kerry Lai Fatt)
- Fák jú, Tanár úr! 2.: Stewardess – (Enissa Amani)
- Fedőneve: Banshee: Delilah – (Jaime King)
- Férfi kell!: Jessica – (Ophelia Lovibond) (második szinkron)
- Foxy Brown: Deb – (Sally Ann Stroud)
- Fűrész 6.: Gena – (Melanie Scrofano)
- Jiu Jitsu – Harc a Földért: Carmen – (JuJu Chan )
- Joy, az élet csodája: Trisha – (Charlie Murphy)
- Get Carter: Geraldine – (Rhona Mitra) (második szinkron)
- Gyerekjáték: Maggie Peterson – (Dinah Manoff) (harmadik szinkron, 2007)
- Gyilkos kitérő: Claire Wiseman – (Reine Swart)
- Hercegnővédelmi program: Brooke Angels – (Samantha Droke)
- Holnapolisz:
- Hulk, Thor ellen: Amora – (Kari Wahlgren)
- Időcsavar: Camazotz-i nő – (Bellamy Young)
- Instant család: Oktober – (Iliza Shlesinger)
- Kétbalkezes jóakaró: Nicole ápolónő – (Nicole Jamet)
- Kék lagúna: Ébredés: Barbara Robinson – (Denise Richards) (második magyar szinkron, Digi Film)
- Kész katasztrófa:
- Kezdők: Anna – (Mélanie Laurent)
- Kínzó látomás: Michelle – (Kate Beahan)
- Korlátok nélkül: Edzőnő – (Ariana Berlin)
- Közeli ellenség: Kayla – (Linzey Cocker)
- Kutya egy nyár: Elizabeth – (Nina Dobrev)
- Küldetése: Igazságosztó: Keri Green – (Helena Mattsson)
- LaMB: Rita Goldberg – (Alison Lester)
- Lelki ismeretek: 22 – (Tina Fey)
- Lego Star Wars: Ünnepi különkiadás: Rey – (Helen Sadler)
- Lego Star Wars: Nyári vakáció: Rey – (Helen Sadler)
- Legénylakás: (harmadik szereposztás, 2006)
- Legújabb testamentum: Xenia – (Anna Tenta)
- Limonádé: Jules – (Caitlin Ribbans)
- Magic Mike:
- Mentőexpedíció: Beth Johanssen – (Kate Mara)
- Miért nősültem meg?: Pam – (Keesha Sharp)
- Mindörökké karácsony: Carol – (Mira Sorvino)
- Milyen lesz a búcsú után?: Claudia – (Julia Benson)
- Míg a világvége el nem választ: Karen Amalfi – (Melanie Lynskey)
- Monster High: Rémek, kamera, felvétel: – (Clawdia Wolf)
- Napfény: Ikarusz hangja – (Chapo Chung)
- Nyad: Angel Yanagihara – (Jeena Yi)
- Óz, a hatalmas: May – (Abigail Spencer)
- Ördöglakat: Vicki Hutcheson – (Mireille Enos)
- Parasztok: Hanka Borynowa – (Sonia Mietielica)
- Paula és Paulina – A befejező film: Verónica Soriano – (Adriana Fonseca)
- Phineas és Ferb, a film: Candace az Univerzum ellen: Szuper szuper nagy doktor (Ali Wong)
- Perfect Blue:
- Repcsik: A mentőalakulat: Pinecone – (Corri English)
- Rohammentő: Dhazghig hadnagy – (Olivia Stambouliah)
- Star Wars VII. rész – Az ébredő Erő: Rey – (Daisy Ridley)
- Star Wars VIII. rész – Az utolsó jedik: Rey – (Daisy Ridley)
- Star Wars IX. rész – Skywalker kora: Rey – (Daisy Ridley)
- Sikoly 4.: Trudie – (Shenae Grimes)
- Spirit - A sikító város: Lorelei Rox – (Jaime King)
- Spongyabob – Ki a vízből!:
- Superfast! – Haláli iramban: Julie Canaro – (Shantel Wislawski)
- Szuper szárny: (Matthew Fernandes)
- Szeress és táncolj!: Lisa Knight – (Tatiana Mollmann)
- Szenilla nyomában: Sors – (Destiny) (Kaitlin Olson)
- Szellemirtók: Ingatlanos – (Katie Dippold)
- Tejben-vajban, bajban:
- Tuti duók: Candy Woods – (Kiersten Warren) (második magyar szinkron, Masterfilm)
- Tűnj el!: Rose Armitage – (Allison Williams)
- Utódok: Tündérkeresztanya – (Melanie Paxson)
- Utódok 2.: Tündérkeresztanya – (Melanie Paxson)
- Utódok: A királyi esküvő: Tündérkeresztanya – (Melanie Paxson)
- Utódok: Vörös felemelkedése: – Tündérkeresztanya – (Melanie Paxson)
- Űrvihar: Sarah Wilson – (Abbie Cornish)
- Tini Nindzsa Teknőcök: Elő az árnyékból!: Jill Martin
- Tiszta ügy: Jackie Grimaldi – (Amanda Peet) (második hang)
- Transzcendens: Bree – (Kate Mara)
- Transformers: Az utolsó lovag: Quintessa – (Gemma Chan)
- The Expendables – A feláldozhatók: Lacy – (Charisma Carpenter)
- The Expendables – A feláldozhatók 2.: Lacy – (Charisma Carpenter)
- Tökéletes hang 2.: Kommissar – (Birgitte Hjort Sørensen)
- Varázslók a Waverly helyből – A film: Szállodai vendégfogadó – (Marisé Alvarez)
- Vadregény: Florinda – (Tammy Blanchard)
- Válaszúton: Steph – (Maggie Grace)
- Végzetes ösztön: Laura Lincolnberry – (Sherilyn Fenn) (második szinkron, 2013)
- Woodstock a kertemben: Penny – (Katherine Waterston)
- Zack Snyder: Az Igazság Ligája: Euboea – (Samantha Jo)
- Zootropolis – Állati nagy balhé: Gazell – (Shakira)
- Zsoké: Ana Boullait – (Colleen Hartnett)

#### Televízió
- A del Monte örökösök: Beatriz – (Margarita Reyes)
- A Garfield-show: Mrs. Görény
- A Grace klinika: Amelia Shepherd – (Caterina Scorsone) (második hang)
- A férfi a legjobb orvosság: Dr. Maria Hassmann – (Julia Koschitz)
- A Toledo család: Natalia – (Marianela González)
- A Thunderman család: Barbara Barb Thunderman – (Rosa Blasi)
- A Thunderman család visszatér: Barb Thunderman – (Rosa Blasi)
- A mostoha: Viviana Saussa – (Michelle Vieth)
- A bosszú: Sandra Guzmán – (Natasha Klauss)
- Aranykalitka: Meliha/Melisa Demir – (Yüsra Geyik)
- A bosszú álarca: Melissa – (Fabiola Compomanes)
- A bosszú csapdájában: Gönül Aslanbey – (Oya Unustası)
- A csapda: Ceren Gümüşay – (Bensu Soral)
- A csodadoktor: Ferda Erinç – (Seda Bakan Erel)
- A sors hullámain: Perla – (Juliet Lima)
- A sors útjai: Isabela – (Candela Márquez)
- A szerelem aromája: Lucrecia Valencia del Castillo – (Mabel Moreno)
- A szerelem foglyai: Patricia «Patty» Salvatierra – (Rebeka Montoya)
- A szépség és a szörnyeteg: Tyler – (Shantel VanSanten)
- Alkonyattól pirkadatig: Santanico Pandemonium – (Eiza González)
- Amerikai Horror Story: (Grace Gummer)
- Amerikai Horror Story: A gyilkos ház: Peggy – (Kathleen Rose Perkins)
- Amerikai Horror Story: Boszorkányok: Millie – (Grace Gummer)
- Amerikai Horror Story: Rémségek cirkusza: Penny Amhost – (Grace Gummer)
- A szenvedély száz színe: Rebeca Murillo – (Michelle Renaud / Claudia Ramírez)
- A gazdagság ára: Rita Ortega de Verón – (Magali Boysselle)
- A sziget meséje: Biricik Atakan – (Özge Demirtel)
- A szultána: Ester asszony – (Alma Teriz)
- A Madagaszkár pingvinjei:
- A végzet asszonya: Ximena Urdaneta – (Vanesa Restrepo)
- Az én bűnöm: Lorena Mendizábal – (Altaír Jarabo)
- Az Idő Kereke: Renna – (Xelia Mendes-Jones)
- Az idő sodrásában: Bahar – (Mine Tugay)
- Az igazság ifjú ligája: Cat Grant – (Masasa Moyo)
- Az örökség: Inés Mendoza – (Sharon Zundel)
- Batman: A rajzfilmsorozat: Summer Gleeson – Mari Devon (Magyar hang): RTL Spike (harmadik magyar változat)
- Bosszú: Louise Ellis – (Elena Satine)
- Bűnös Chicago: Hailey Upton – Tracy Spiridakos (első hang) / Gabriela Dawson – (Monica Raymund) (első évad, második rész) / (második évad, tizenharmadik rész) / (második évad, tizenhatodik rész) / (harmadik évad, tizenharmadik rész) / (ötödik évad, tizenhatodik rész) / Marley McCoy – Sophia Ntovas
- Bűnös szerelem: Dora – (Riczabeth Sobalvarro)
- Bűnös vágyak: Sabrina Tovar – (Jade Fraser)
- Castle: Tory Ellis – (Maya Stoyan)
- Chicago Med: Gabriela Dawson – (Monica Raymund)
- Croodék családfája: Hope Jobbagy – (Amy Rosoff)
- Cédrusliget: Maryellen Sherman – (Elyse Levesque)
- Csak lazán, Scooby-Doo!: Bond Kuro
- Csoda Manhattanben: Marisa Luján – (Litzy)
- D.Gray-man: Road Kamelot
- Downton Abbey: Gwen Dawson – (Rose Leslie) (második hang)
- Dzsungelriportok: A mentőakció: Ismeretlen szereplő
- Elfeledve: Logan Brandt/Laurie Colson – (Lydia Leonard)
- Elrabolva: Asha Flynn – (Brooklyn Sudano) (magyar hang: TV2)
- Egyszer volt, hol nem volt: Astrid / Nova – (Amy Acker)
- Emlékezz, Reina!: Dr. Jacqueline 'Jackie' Montoya de Leiva – (Maritza Bustamante)
- Elena, Avalor hercegnője: Señorita Mariso – (Odette Annable)
- Éld az életem!: Ivonne – (Kenya Hijuelos)
- Fazilet asszony és lányai: Nil – (Tuğba Melis Türk)
- Fatmagül: Meltem Alagöz Yaşaran – (Seda Güven)
- Feriha: Sanem İlhanlı – (Deniz Uğur)
- Frankie vagyok: Dr. Sigourney Gaines – (Carrie Schroeder) (második hang)
- Fiorella: Roxana – (Paula Marcellini)
- Griselda: Marta Ochoa – (Julieth Restrepo)
- Halálos fegyver: Miranda Riggs – (Floriana Lima)
- Három folyam: Dr. Lisa Reed – (Amber Clayton)
- Híradósok: Sloan Sabbith – (Olivia Munn)
- Hős6os: A sorozat: Momakase – (Naoko Mori)
- Időtlen szerelem: fiatal Regina Soberón – (Lidia Ávila)
- Instant anyu: Jenny – (Stephanie Charles)
- Irma Vep: Zelda – (Carrie Brownstein)
- Ítélet: Tess Larsson – (Emily Kinney)
- Így jártam anyátokkal: Tracy McConnell – (Cristin Milioti)
- Kettős játszma: Irene – (Elizabeth Álvarez)
- Kegyetlen város: Seher Yılmaz – (Deniz Uğur)
- Ki vagy, doki? (Az idő végzete 2. rész): Verity Newman – (Jessica Hynes)
- Ki vagy, doki? (9. évad): Clara Oswald – (Jenna Coleman)
- Könnyek királynője: Sandra – (Ilithya Manzanilla)
- Lángoló Chicago: Gabriela Dawson – (Monica Raymund) (harmadik évadtól)
- Lego Elves: Naida Riverheart – (Erin Mathews)
- Lego Star Wars: Az ellenállás hajnala: Rey – (Arif S. Kinchen)
- Lego DC Szuperhősök: Aquaman – Atlantisz haragja: Mera – (Susan Eisenber)
- Légió: Syd – (Rachel Keller) (első hang)
- Lola: Virginia – (Rosemary Bohorquez)
- Lolirock: Ephedia királynője
- Marichuy – A szerelem diadala: Linda Sortini – (Dorismar)
- María: Sonia – (Vanessa Terkes)
- Megtalálsz Párizsban: Francie Parks – (Sophie Airdien)
- Melissa, a Zöld Völgy lánya:
- Megkövült szívek: Consuelo Herrera – (Michelle Ramaglia)
- Medvetesók:
- Mick kell a gyereknek!: Liz – (Susan Park)
- Mindörökké szerelem: Venus García – (Tania Vázquez)
- My Little Pony: Hagyj nyomot magad után: Sugar Moonlight
- NCIS: Hawaii: Kathrine Marie "Kate" Whistler – (Tori Anderson)
- Ördögi kör: Jenny – (Cindy Luna)
- Összetört szívek: Betül – (Zehra Yılmaz)
- Paloma: Yazdasi
- Pan American World Airways: Laura Cameron – (Margot Robbie)
- Perzselő szenvedélyek: Rüya Yıldırımlar Atayci – (Dilan Çiçek Deniz)
- Preacher: Betsy Schenck – (Jamie Anne Allman)
- Pop Pixie: Tina
- Pöttöm kalandok: Gügye egyetem: Édike – (Tessa Netting)
- Quantico: Nimah Amin / Raina Amin – (Yasmine Al Massri)
- Riley a nagyvilágban: Topanga Matthews – (Danielle Fishel)
- Sarokba szorítva: Camila Linares – (Virna Flores)
- SEAL Team: Amanda "Mandy" Ellis – (Jessica Paré) (1.,4–7. évad 4. részéig)
- Sebzett szív: Lucy – (Saadet Işıl Aksoy)
- SkyMed: Crystal Highway – (Morgan Holmstrom)
- Smaragd szív – Az örökös: Vanessa Villamizar – (Juliet Lima)
- Szalamandra: Jennifer – (Jacqueline Márquez)
- Szarvas osztag: Lady Puffancs – (Elizabeth Simmons)
- Számkiszervezett: Madhuri – (Anisha Nagarajan)
- Szerelem ajándékba: Beatriz "Betty" – (Paola Archer)
- Szeretned kell!: Regina Montenegro Pérez – (Michelle Renaud)
- Szófia hercegnő: Saffron – (Kelly Stables)
- Szuper szárny: Bea – (Bryn McAuley)
- Szulejmán:  Ayşe szultána (Serenay Aktaş) (1. hang) / Cihan Hatun (Patricya Widlak) / Rana szultána (Özge Gürel)
- Talizmán: Rita Ledesma – (Yuli Ferreira)
- Testvérek: Süreyya Kılıç – (Şeyma Korkmaz)
- Tudorok: Lady Anne Stanhope – (Emma Hamilton)
- Torchwood - Űrlényvadászok: Martha Jones – (Freema Agyeman)
- True Blood – Inni és élni hagyni: Nora Gainesborough – (Lucy Griffiths)
- The Gifted – Kiválasztottak: Kate Strucker – (Amy Acker)
- Tiltott gyümölcs: Şahika Ekinci – (Nesrin Cavadzade)
- Titkok szállodája: Cristina Olmedo – (Ximena Herrera)
- Vadászok: Helen Hersch – (Izabella Miko)
- Vámpírnaplók: Elena Gilbert – (Nina Dobrev) (6. évad)
- Verdák az utakon: Matu – (Dana Powell)
- Veszélyes Henry: Cohot nővér – (Amber Bela Muse)
- Veronica aranya: Gabriela – (Susana Diazayas)
- Zootropolis+: Gazell – (Allison Trujillo Strong)
- Zöldfülűek bevetésen:

## Díjak és elismerések
- Dömötör-díj
- FOTO-ART díj
- Horváth Árpád díj
- Kardoss Géza Alapítvány díja